# Église de la Sainte-Trinité de Tcheliabinsk
L'église de la Sainte-Trinité (Храм Святой Троицы) est une église orthodoxe dépendant de l'éparchie de Tcheliabinsk, située à Tcheliabinsk en Russie. Elle est dédiée à la Sainte Trinité. Cette église de style néo-russe est la plus importante de la ville

## Histoire
Une première église est construite en 1768 à Zaretche (devenue quartier de la ville, signifiant « au-delà de la rivière »). Il est décidé en 1909 d'en bâtir une nouvelle à cet emplacement. Les travaux commencent en 1911 et l'église est consacrée le 12 octobre 1914. Sous l'ère soviétique, l'église est fermée par les autorités communistes le 1er octobre 1929, comme d'autres édifices cultuels de la ville, et ses bulbes et cloches sont détruits, tandis que la décoration intérieure est vandalisée. Il est d'ébord décidé d'y installer un cinéma, mais finalement c'est le musée d'histoire régionale qui s'en sert pour ses expositions. En 1931-1932, le musée d'histoire régionale s'installe à l'ancienne cathédrale de la Nativité-du-Christ; mais il est décidé de la démolir; aussi l'ancienne église de la Sainte-Trinité retrouve sa fonction muséale. L'édifice est restauré en 1987-1988.
En 1990, lorsque les relations avec les cultes sont normalisées, l'église est rendue à l'éparchie de Tcheliabinsk et consacrée de nouveau. L'artiste N.F. Kostiouk est chargé de restaurer les fresques intérieures.
L'intérieur est décoré de fresques dans le style de Vasnetsov avec une iconostase en bois de cèdre. Le chœur liturgique est fameux pour interpréter des œuvres d'auteurs tels que Rachmaninov, Bortnianski, Tchesnokov, Tchaïkovski, etc.
Après la destruction de la cathédrale de la Nativité-du-Christ, l'église de la Sainte-Trinité est l'église la plus vaste de la ville.

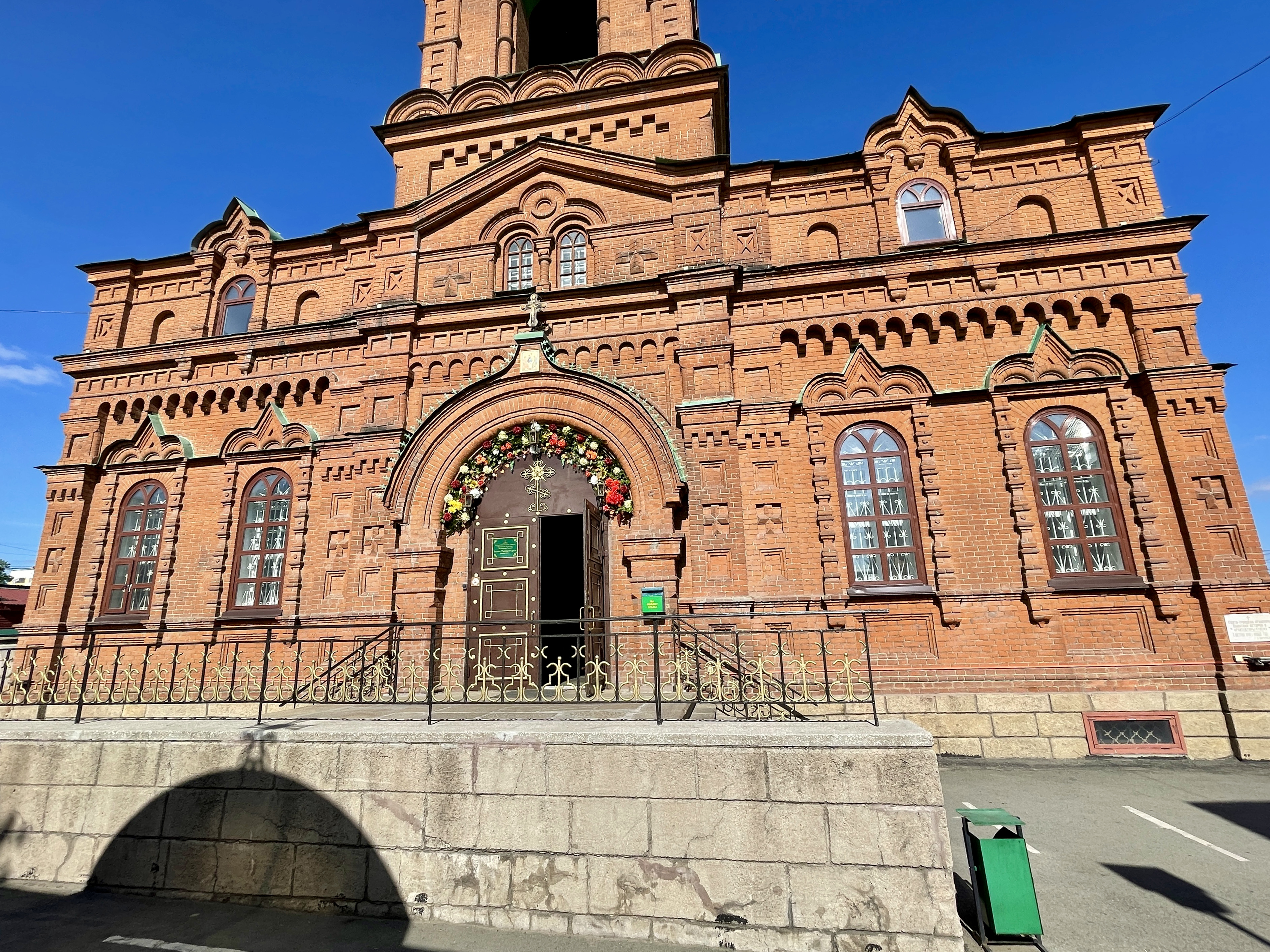
Entrée.
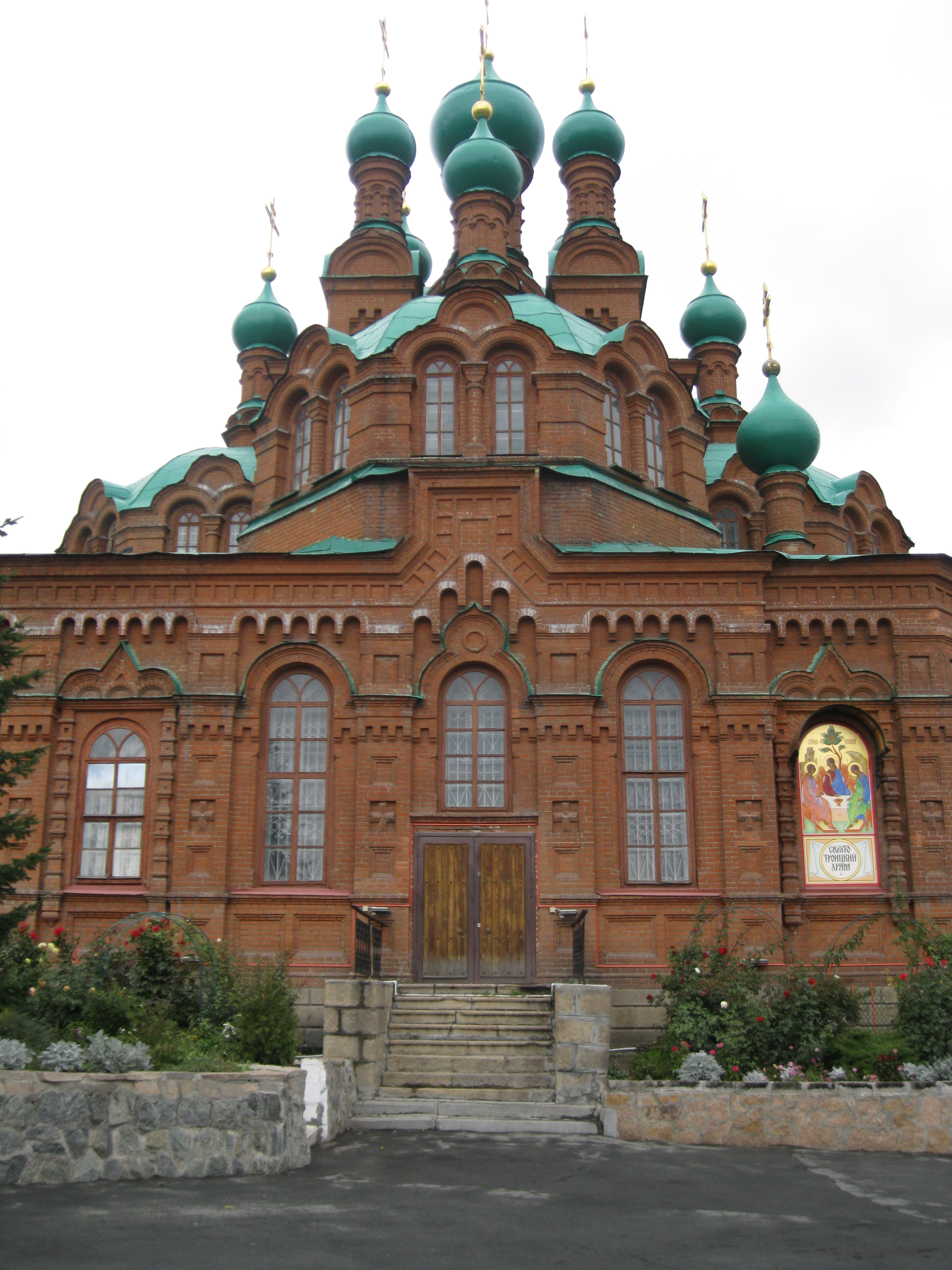
Entrée secondaire.
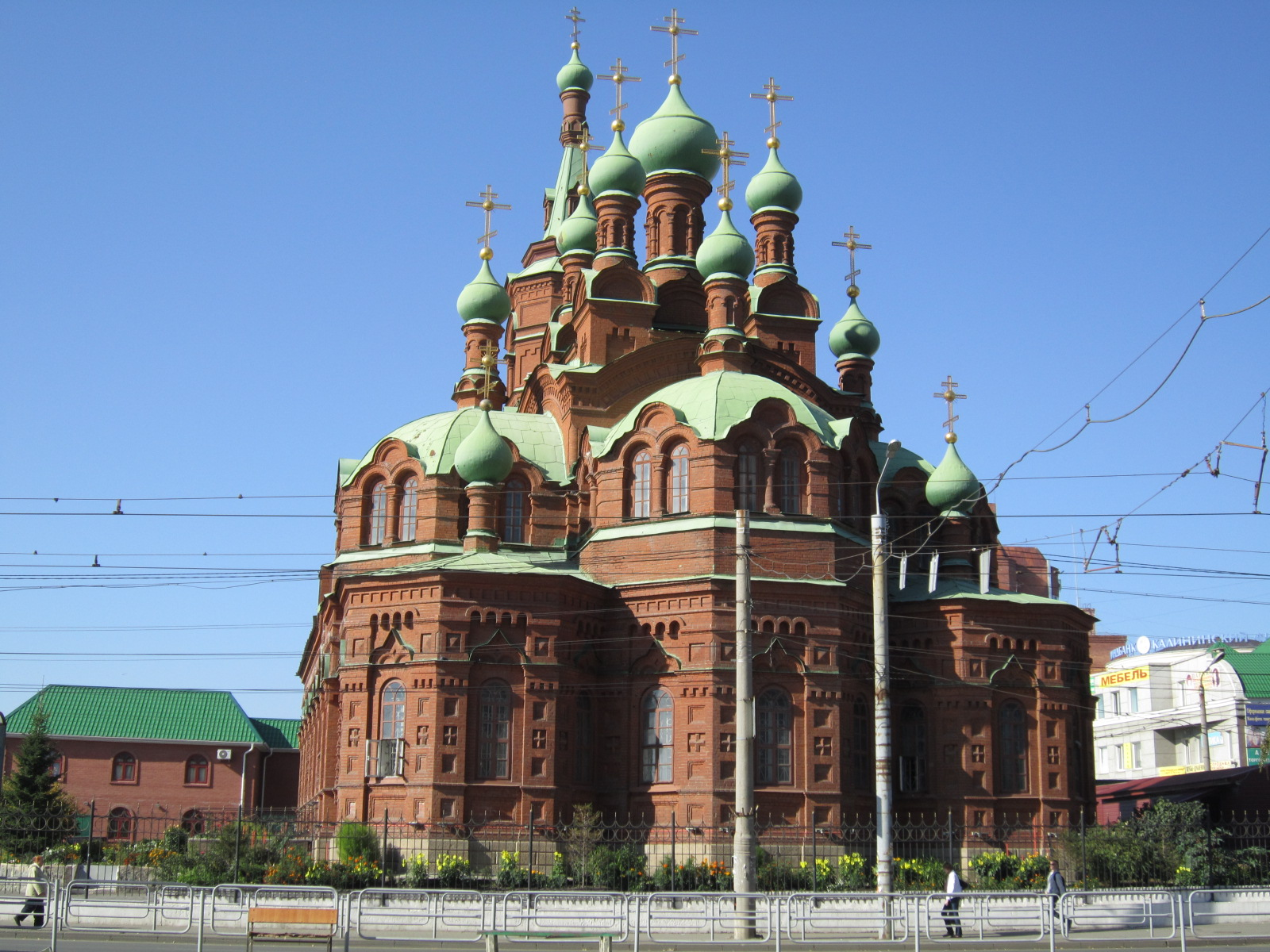
Arrière.
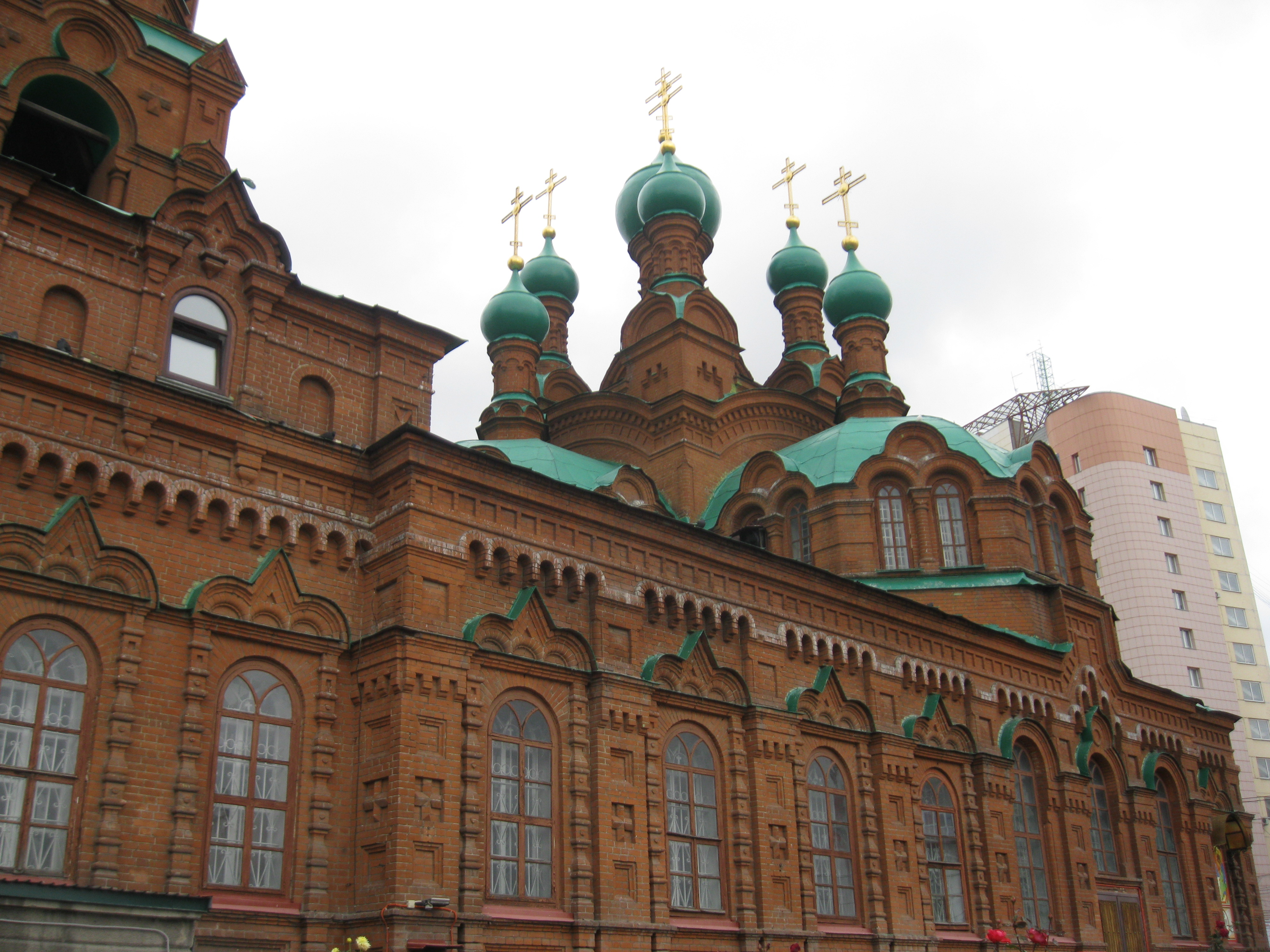
Vue de côté.